# نشان سنت اولگا و سوفیا
نشان سنت اولگا و سوفیا (به یونانی: Βασιλικόν Οἰκογενειακόν Τάγμα Ἁγίων Ὂλγας καὶ Σοφίας) نشانی یونانی منحصر به زنان بود. این نشان بعد از نشان نجات‌دهنده و نشان سنت جرج و کنستانتین، سومین نشان عالی یونان بود. نشان سنت اولگا و سوفیا در ژانویه ۱۹۳۶ توسط جرج دوم یونان و به یاد مادربزرگش اولگا کنستانتینوای روسیه و مادرش سوفیای پروس پایه‌گذاری شد. در بدو ایجاد، نشان سنت اولگا و سوفیا به شاهدخت‌های یونان و فرزندانشان اعطا شد.
حکومت جمهوری یونان این نشان را در سال ۱۹۷۳ بعد از سرنگونی نظام سلطنتی ملغی کرد. بعد از آن تاریخ این نشان همچنان توسط رئیس خانواده سلطنتی یونان اعطا می‌گردد اما از جمله نشان‌های رسمی یونان شناخته نمی‌شود.